# Standing Stones of Stenness
Standing Stones of Stenness er et monument fra yngre stenalder, der står omkring 8 km nordøst for Stromness på Mainland i øgruppen Orkney, Skotland. Det er muligvis den ældste henge på De Britiske Øer. Der er forbundet en række forskellige traditioner med stenene, som er overlevet til moderne tid, og de er en del af Heart of Neolithic Orkney som blev optaget på UNESCOs verdensarvsliste i 1995. Historic Scotland har ansvaret for stenen som et scheduled monument.